# 파인디지털
파인디지털 주식회사(영어: FINEDIGITAL)는 대한민국의 차량용 블랙박스 및 내비게이션 기업이다.

## 역사
1992년 10월 그림전자로 설립되었으며, 1999년 명신정보시스템을 흡수합병한 후 현재의 사명으로 변경하였다.